# Metal Goth Queen - Out of the Vault
Metal Goth Queen - Out of the Vault è il quarto album della band statunitense Coven pubblicato nel 2008 dalla Novoc Music.

## Il disco
L'album è una raccolta di brani inediti registrati dalla band nel corso di tutta la carriera. Tra i musicisti che hanno collaborato col gruppo ci sono Michael Monarch, chitarrista degli Steppenwolf sino al 1969 e Glenn Cornick, bassista delle prime formazioni dei Jethro Tull. In particolare la seconda traccia del disco, Black Swan, è stata realizzata con la collaborazione di Tommy Bolin, ex chitarrista dei Deep Purple, ed è la sua ultima registrazione in studio prima della prematura morte nel dicembre 1976.

## Tracce
1. Goth Queen Greeting – 1:54
2. Black Swan – 4:20
3. Star Crossed – 4:03
4. Midnight Man – 4:56
5. Out of the Rain – 4:40
6. Tender In The Night – 3:32
7. Night People – 4:41
8. Silverbird – 4:47
9. Heart to Heart – 3:12
10. Love Flies on the Wing – 5:21
11. Hot on Your Heels – 3:44
12. Livewire – 3:46
13. Sexe Satanique Rituel – 2:32

Durata totale: 51:28

## Formazione

### Gruppo
- Jinx Dawson - voce
- Oz Osborne - basso
- Steve Ross - batteria
- Chris Neilsen - chitarra, voce
- John Hobbs - tastiere

### Altri musicisti
- Michael Monarch - chitarra
- Glenn Cornick - basso
- Tommy Bolin - chitarra